# Вісенте Серна Сандоваль
Вісенте Серна Сандоваль (1815 — 27 червня 1885) — гватемальський політичний діяч, президент країни з 1865 до 1871 року.